# Nåtö - Jungfruskär
Nåtö - Jungfruskär este o arie protejată (arie specială de conservare — SAC, sit de importanță comunitară — SCI) din Finlanda întinsă pe o suprafață de 559,66 ha, integral pe uscat.

## Localizare
Centrul sitului Nåtö - Jungfruskär este situat la coordonatele 60°02′11″N 19°55′46″E / 60.036389°N 19.929444°E.

## Înființare
Situl Nåtö - Jungfruskär a fost declarat sit de importanță comunitară în octombrie 1997 pentru a proteja un număr necunoscut de specii din flora spontană și fauna sălbatică aflate în arealul zonei. Situl a fost protejat și ca arie specială de conservare în decembrie 2015.

## Biodiversitate
Situată în ecoregiunea boreală, aria protejată conține 9 habitate naturale: Pajiști fino-scandinave uscate până la mezice, bogate în specii de altitudine mică, Pajiști din zone de pădure fino-scandinave, Insulițe și insule mici din Baltica boreală, Alvar nordic și șisturi calcaroase precambriene, Pajiști uscate seminaturale și facies de acoperire cu tufișuri pe substraturi calcaroase (Festuco-Brometalia) (* situri importante pentru orhidee), Lagune de coastă, Pășuni de coastă din Baltica boreală, Pășuni din zone de pădure fino-scandinave, Taiga vestică.
La baza desemnării sitului se află un număr nedeclarat de specii protejate.
Pe lângă speciile protejate, pe teritoriul sitului au mai fost identificate 8 specii de plante, 6 specii de păsări.